# Monastère de Tharlam

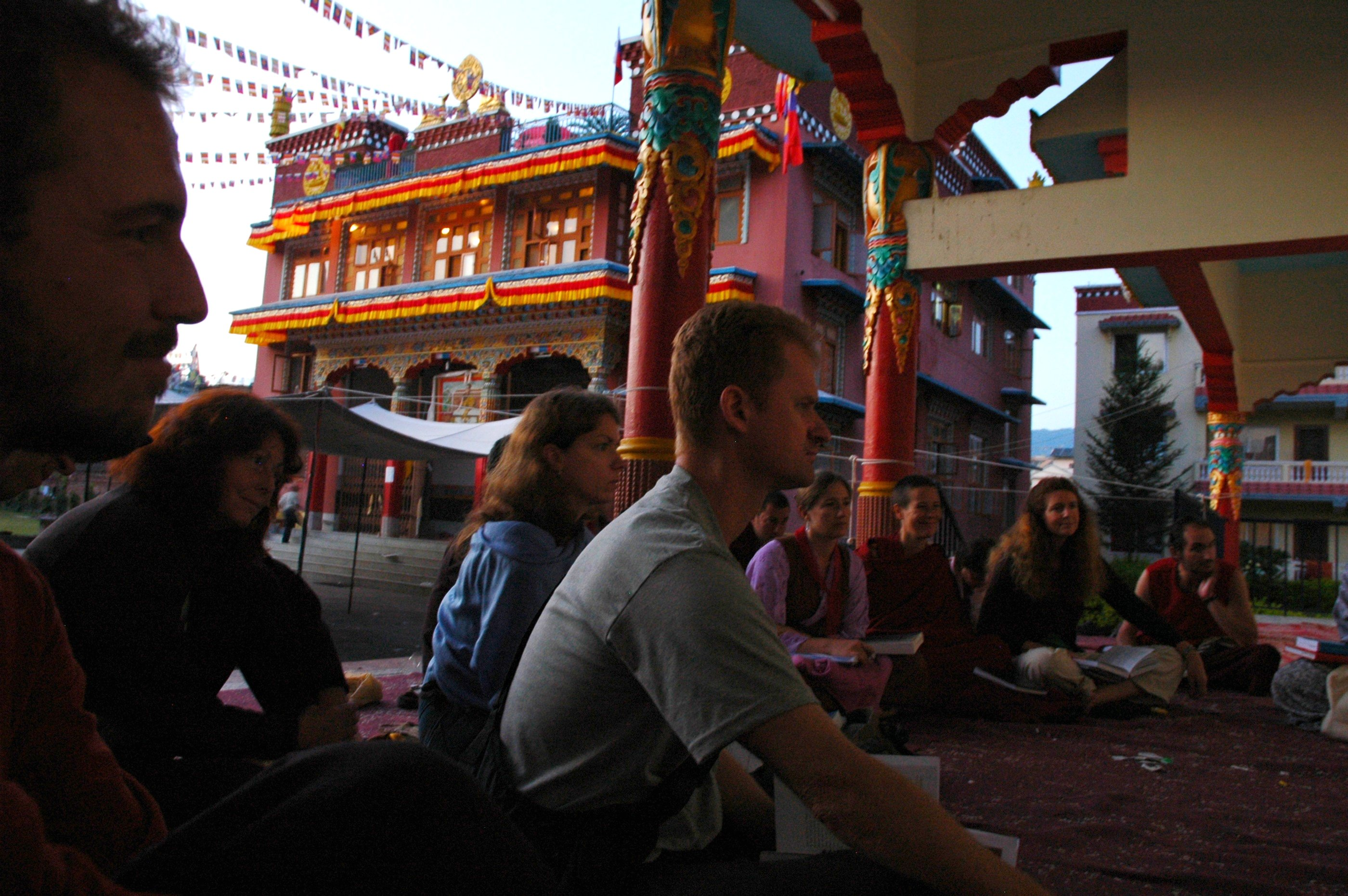

Le monastère de Tharlam est un monastère du bouddhisme tibétain de l'école Sakyapa situé à Katmandou, au Népal. 

## Histoire
En 1436, une communauté monastique tibétaine s'installe à Tharlam dans le Tibet oriental. Un monastère y est fondé. Les bâtiments sont détruits en 1959 par les communistes chinois et les moines partent en exil. En 1981 le monastère est reconstruit par Dezhung Rinpoché à Katmandou, au Népal. 
Une quarantaine de chambres sont ajoutées plus tard au monastère pour ceux qui s'y retirent en vue d'une initiation à la pratique de la méditation.

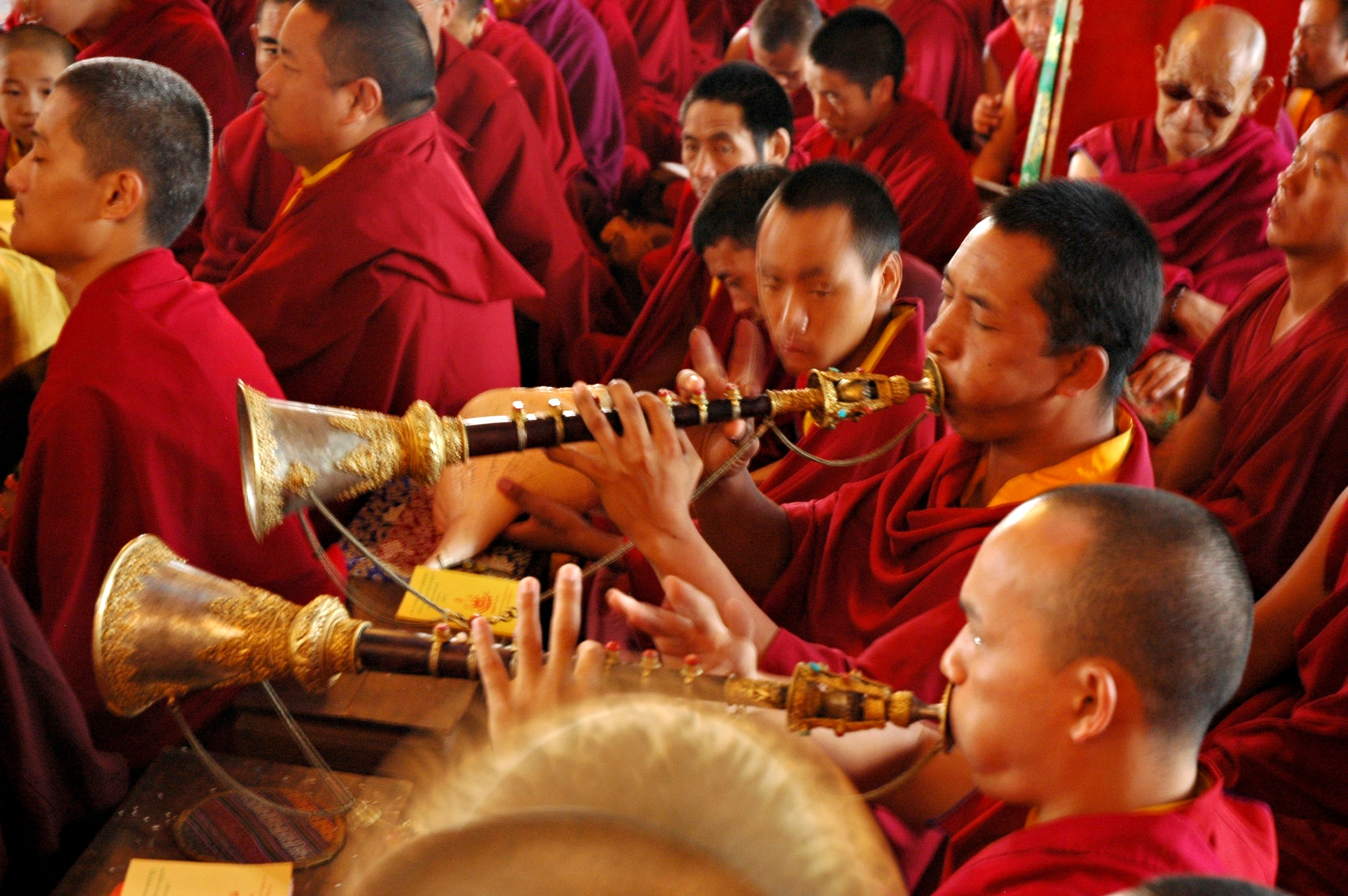
Le groupe du monastère de Tharlam joue pendant Lamdre
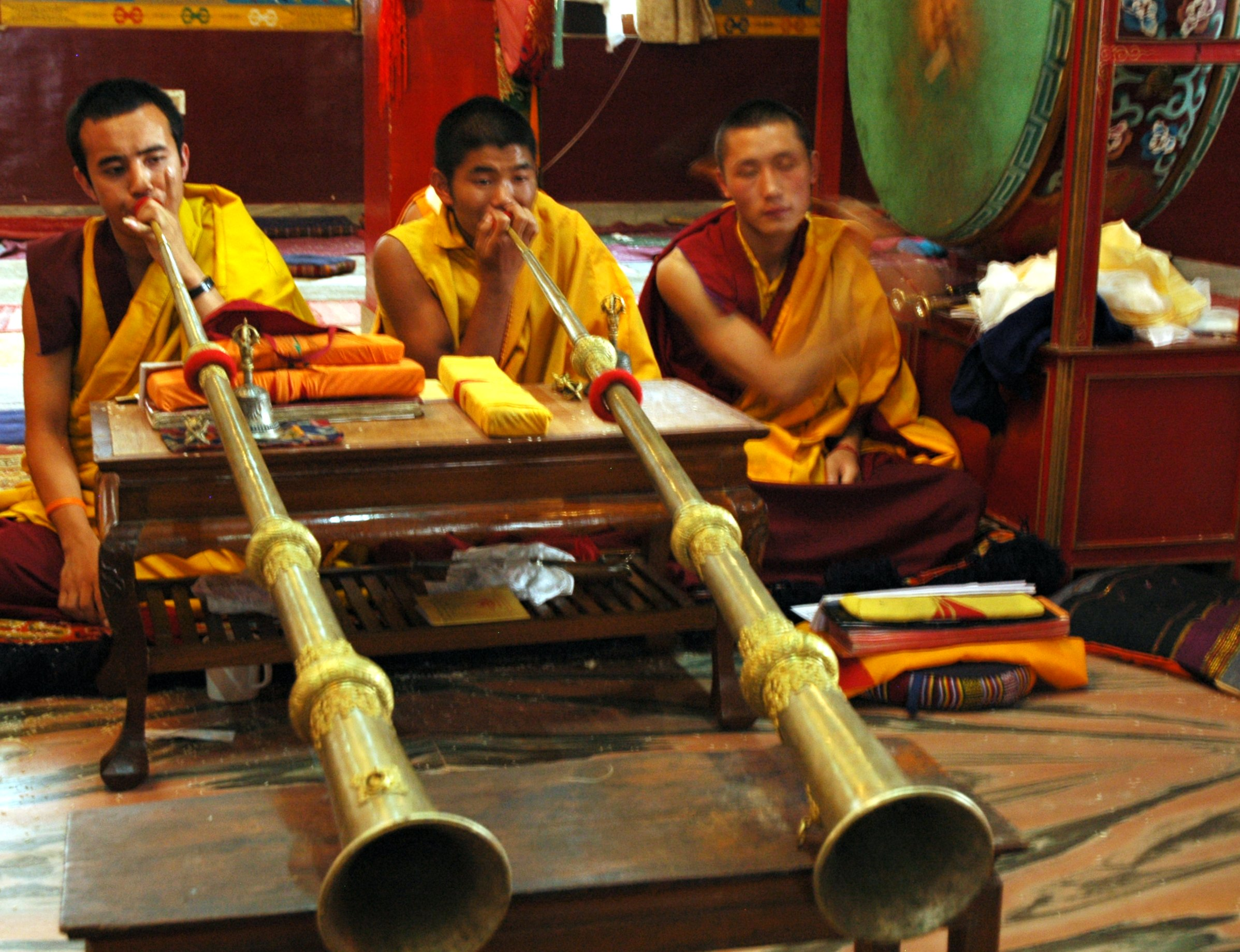
Moines bouddhistes tibétains soufflant les longues cornes et tambourinant, monastère de Tharlam, cérémonies de clôture.
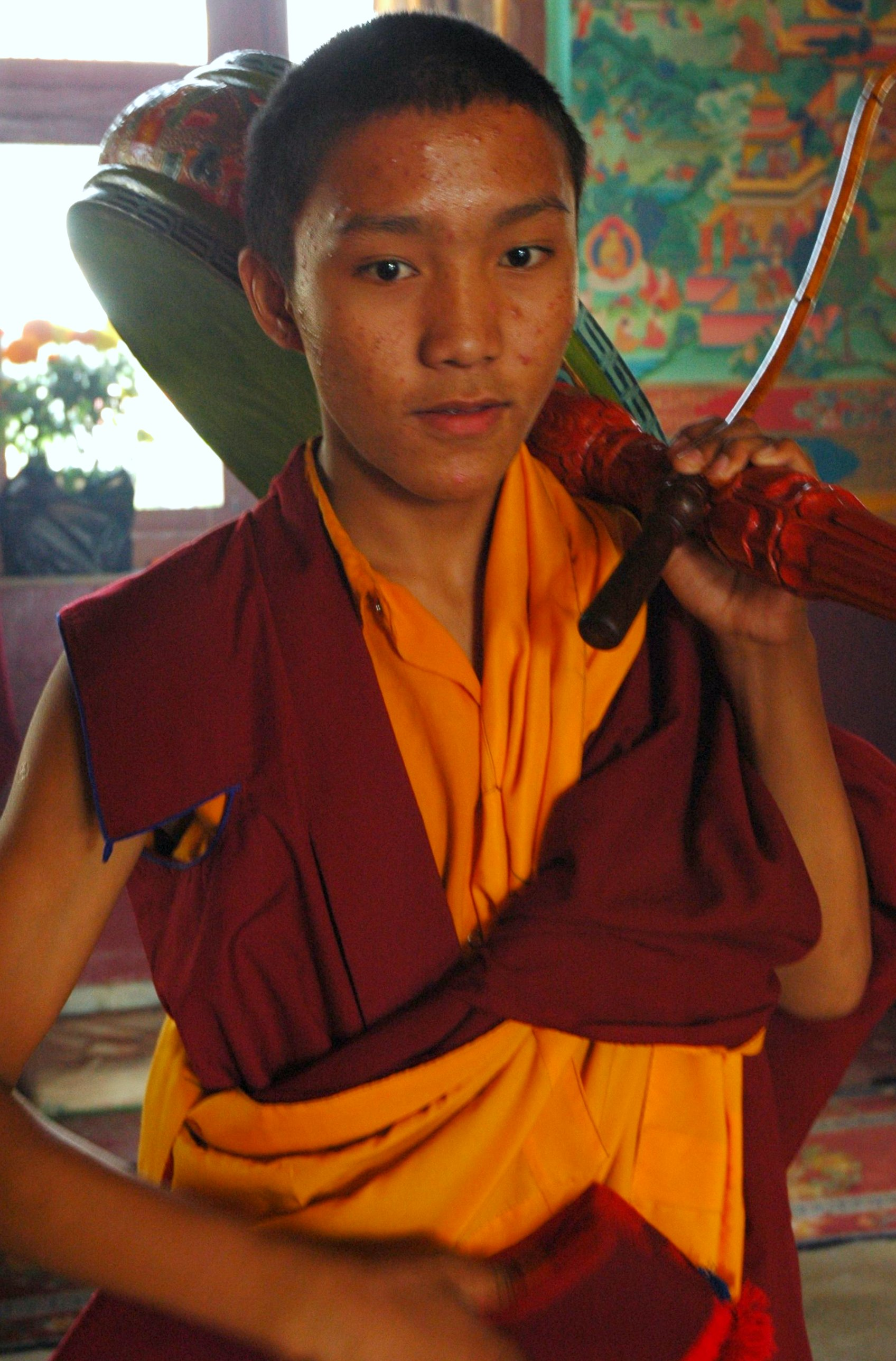
Le jeune batteur tibétain avec son tambour sur l'épaule se prépare à jouer le jour du Bodhisattva!